# ناحیه اید، شهرستان لاورنسی، اوهایو
شهرستان اید، بخش لاورنسی، اوهایو (به انگلیسی: Aid Township, Lawrence County, Ohio) یک منطقهٔ مسکونی در ایالات متحده آمریکا است که در اوهایو واقع شده‌است.

## خصوصیات
شهرستان اید ۱۰۶٫۰ کیلومترمربع مساحت و ۹۰۷ نفر جمعیت دارد و ۲۱۱ متر بالاتر از سطح دریا واقع شده‌است.